# Josef Jiří Stankovský

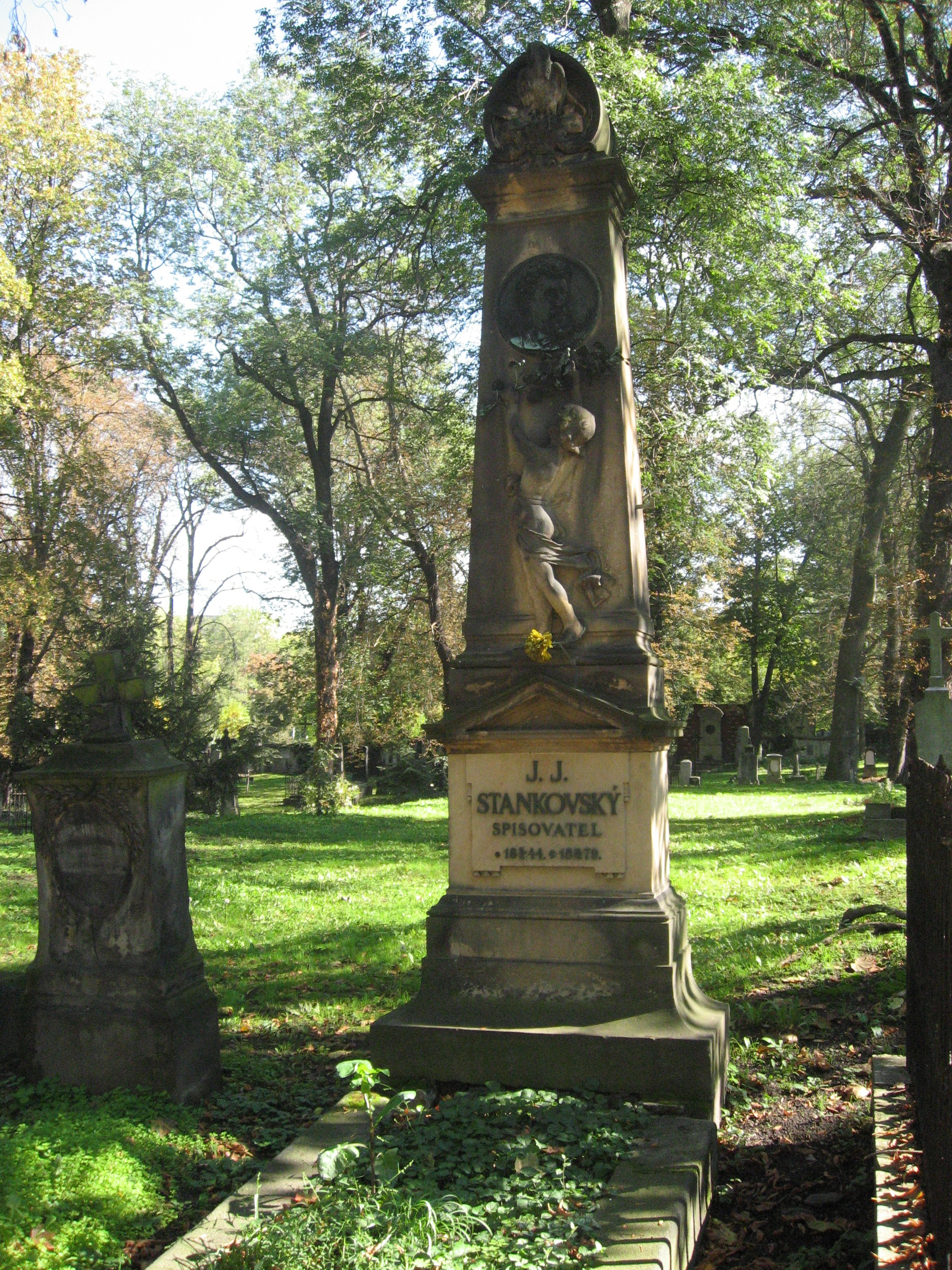
Hrob Josefa Jiřího Stankovského na Olšanských hřbitovech v Praze

Josef Jiří Stankovský (11. listopadu 1844 Vysoká u Příbramě  – 10. prosince 1879 Praha) byl český divadelník, spisovatel a dramatik, autor mnoha desítek knih a divadelních her.
Pocházel z bohaté rodiny správce velkostatku. Mládí prožil v Čelákovicích, kde jeho otec zakoupil hospodářství. Vystudoval gymnázium v Praze, ale poté nedokončil studium práv, protože se začal plně věnovat divadlu a psaní. Od 60. let 19. století začaly být jeho hry hrány v kamenných divadlech (Prozatímní divadlo, Národní divadlo). Pokus o vedení vlastního divadla skončil po dvouletém působení v roce 1875 krachem a následnou těžkou nemocí. Posledních několik let se živil prakticky výhradně psaním. Zemřel ve věku 35 let.

## Dílo
Za svůj život napsal desítky divadelních her a hříček, románů, povídek i faktografických knih.
Stručný výběr:
- Vlastencové z boudy – román
- Malý král – román
- Divadelní slovník – bibliografie
- Kronika českého divadla – román

### Dílo online
- STANKOVSKÝ, Josef Jiří. Divadelní slovník - příspěvek k české bibliografii vůbec a k historii českého divadla zvlášť. Praha: Pospíšil, 1876. Dostupné online. Soupis divadelních her od roku 1771 do konce roku 1875, které vyšly tiskem nebo byly uvedeny na pražských scénách a soupis rukopisů nevydaných her, je řazen podle názvů..